# Steirastoma genisspinum
Steirastoma genisspinum är en skalbaggsart som beskrevs av Schwarzer 1923. Steirastoma genisspinum ingår i släktet Steirastoma och familjen långhorningar. Inga underarter finns listade i Catalogue of Life.